# Supercupa României 2001
Supercupa României 2001 a fost cea de-a 5-a ediție a Supercupei României. Meciul a avut loc pe fostul Stadionul Național în București și s-a jucat între câștigătoarea Diviziei A, Steaua București și câștigătoarea Cupei României, Dinamo București. Steaua a câștigat a 4-a Supercupă a României după ce a învins Dinamo cu 2-1 după o dublă a lui Eugen Trică, golul celor de la Dinamo fiind marcat de Claudiu Niculescu. Acesta este meciul din Supercupa României la care au fost prezenți cei mai mulți spectatori (50.000).

## Detaliile meciului
| 2 martie 2002 17:30 | Steaua București | 2 - 1 | Dinamo București | Stadionul Național, București Arbitru: Marian Salomir (Cluj-Napoca) |
| 2 martie 2002 17:30 | Trică 30' 86'    |       | Niculescu 71'    | Stadionul Național, București Arbitru: Marian Salomir (Cluj-Napoca) |

| Steaua București | Dinamo București |

| STEAUA:        |   |                   |     |       |
|                |   |                   |     |       |
| P              | ? | Tiberiu Lung      |     |       |
| ?              | ? | Marius Baciu      |     |       |
| ?              | ? | Bogdan Nicolae    |     | 73'   |
| ?              | ? | Mirel Rădoi       |     |       |
| ?              | ? | Daniel Bălan      | 21' |       |
| ?              | ? | Erik Lincar       |     | 70'   |
| ?              | ? | Cătălin Liță      |     |       |
| ?              | ? | Pompiliu Stoica   |     |       |
| ?              | ? | Eugen Trică       | 78' |       |
| ?              | ? | Adrian Neaga      | 41' | 90+2' |
| ?              | ? | Claudiu Răducanu  | 45' |       |
| Rezerve:       |   |                   |     |       |
| ?              | ? | Sorin Paraschiv   |     | 70'   |
| ?              | ? | Andrei Stânga     |     | 73'   |
| ?              | ? | Alexandru Pițurcă |     | 90+2' |
| ?              | ? | Eugen Nae         |     |       |
| ?              | ? | Marius Vintilă    |     |       |
| ?              | ? | Nana Falemi       |     |       |
| ?              | ? | Mihai Neșu        |     |       |
| Antrenor:      |   |                   |     |       |
| Victor Pițurcă |   |                   |     |       |

| DINAMO:   |   |                    |     |     |
|           |   |                    |     |     |
| P         | ? | Bogdan Lobonț      |     |     |
| ?         | ? | Giani Kiriță       |     |     |
| ?         | ? | Marin Vătavu       | 41' |     |
| ?         | ? | Bogdan Onuț        |     |     |
| ?         | ? | Mugur Bolohan      |     |     |
| ?         | ? | Ionuț Ilie         | 32' | 87' |
| ?         | ? | Florin Pârvu       | 38' | 38' |
| ?         | ? | Ovidiu Stîngă      |     |     |
| ?         | ? | Iosif Tâlvan       |     |     |
| ?         | ? | Sabin Ilie         |     | 46' |
| ?         | ? | Claudiu Niculescu  |     |     |
| Rezerve:  |   |                    |     |     |
| ?         | ? | Vlad Munteanu      |     | 38' |
| ?         | ? | Claudiu Drăgan     |     | 46' |
| ?         | ? | Iulian Tameș       |     | 87' |
| ?         | ? | Alexandru Iliuciuc |     |     |
| ?         | ? | Ianis Zicu         |     |     |
| ?         | ? | Dorin Semeghin     |     |     |
| ?         | ? | Sorin Iodi         |     |     |
| Antrenor: |   |                    |     |     |
| Ion Marin |   |                    |     |     |

| Oficialii meciului - Arbitri asistenți: - Dan Lăzărescu (București) - Nicolae Marodin (București) - Al patrulea arbitru: Jucătorul meciului | Reguli - 90 minute - Șapte jucători pe banca de rezervă - Maxim trei înlocuiri |